# Ambrož Bajec
Ambrož Bajec Lapajne, bolje znan kot samo Ambrož Bajec, slovenski pevec tenorist, * 1976, Ljubljana, † marec 2024.
Med leti 1994 in 1998 je študiral politologijo, kasneje pa je na konservatoriju v Amsterdamu študiral petje in tam leta 2008 tudi magistriral.
Izpopolnjeval se je pri Sarah Walker, Elly Amelin, Dietrichu Henschlu, Davidu Wilsonu-Johnsonu, Jardu van Nielsu, Edithi Wiens, Bernardi Fink in ostalih. V svoji pevski karieri je sodeloval s številnimi skladatelji in izvajalci, skupno je pripravil več kot 80 recitalov. Izvajal je predvsem renesančno, baročno in klasično glasbo. Nastopil je tudi v nekaterih opernih zasedbah, med drugim leta 2008 kot Don Ottavio v Mozartovi operi Don Giovanni. V sicer širokem repertoarju se je posvečal tudi samospevom.
Leta 2015 je zaslovel s petjem Schubertove skladbe Lahko noč med svojo operacijo, v kateri so mu odstranili sedem centimetrov velik možganski tumor, vendar se mu je ta znova pojavil. Med operacijo so nevrokirurgi preverjali možnost govorjenja in preprečili možnost nastanka poškodb, navkljub začasni prekinitvi petja med samo operacijo pa je Bajec pevsko kariero po operaciji nadaljeval.